# Peter Ascanius
Peter Ascanius (* 24. Mai 1723 in Aure; † 4. Juli 1803 in Kopenhagen) war ein norwegischer Zoologe und Mineraloge.

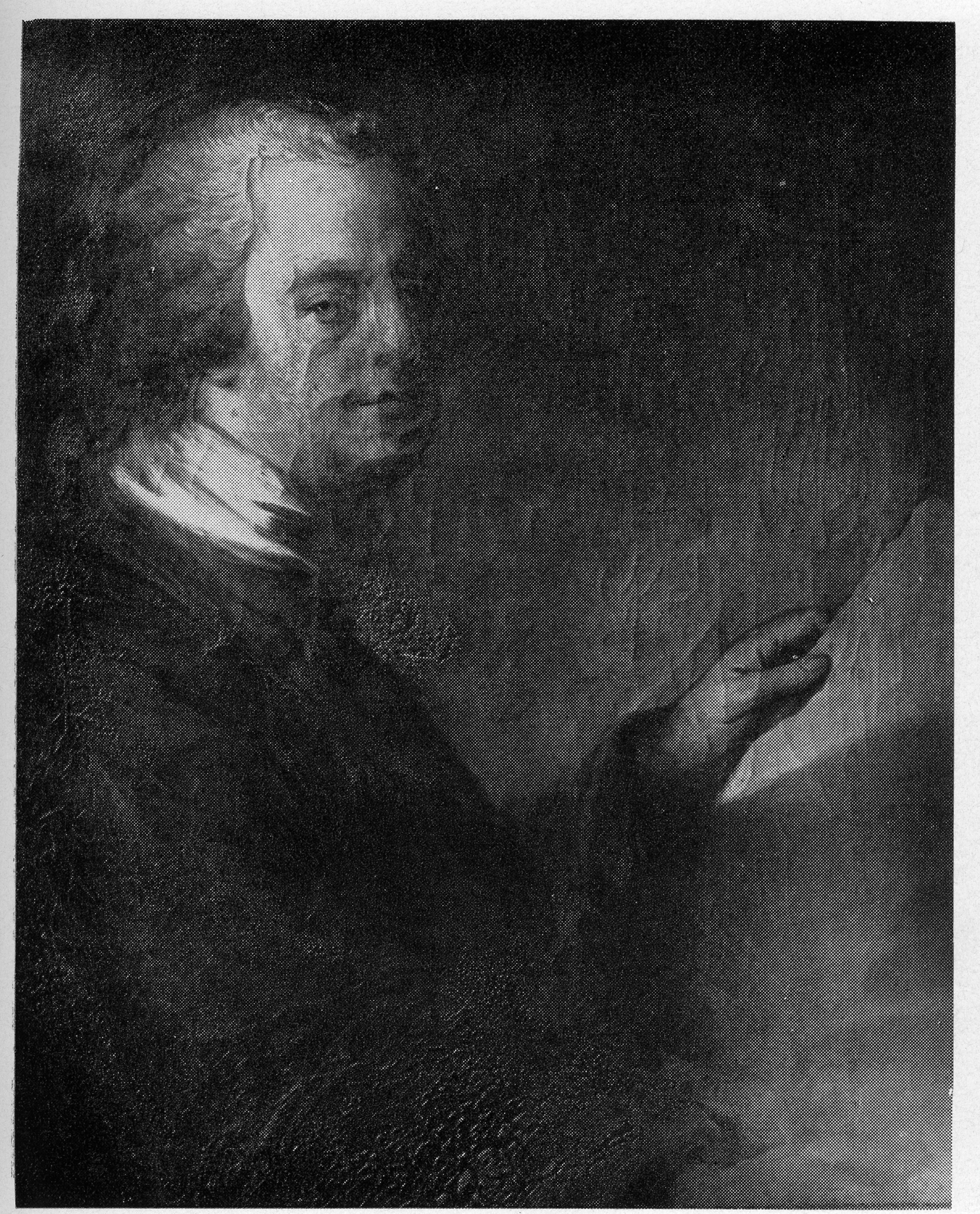
Peter Ascanius, um 1788

## Leben und Wirken
Ascanius war der Sohn eines Pfarrers und studierte nach dem Besuch der Kathedralsschule in Trondheim ab 1742 Medizin an der Universität Kopenhagen, was er fünf Jahre später mit dem Bakkalaureat abschloss. Ab 1752 studierte er einige Zeit in Uppsala Naturgeschichte bei Carl von Linné und Metallurgie bei Johan Gottschalk Wallerius. Danach war er mit einem Stipendium des dänischen Königs 1753 bis 1758 auf Studienreise in Niederlande, England, Frankreich, Italien und Österreich. Er lehrte 1759 bis 1771 Zoologie und ab 1760 Mineralogie in Kopenhagen (Charlottenburg) am neu gegründeten Naturalien- und Haushaltskabinett. Ab 1767 veröffentlichte er eine Reihe zoologischer Bildbände. 1768 unternahm er eine Inspektionsreise längs der norwegischen Küste von Kristiansand bis Bergen. Als das Naturalien- und Haushaltskabinett 1771 aufgelöst wurde (die Lehre der Naturgeschichte und Mineralogie wurde von der Universität Kopenhagen übernommen durch den Schüler von Ascanius Morten Thrane Brünnich) wurde Ascanius Bergamtsassessor in Kongsberg, wo er Bergwerke beaufsichtigte und Mineralogie und Bergbau lehrte. 
1772 erstbeschrieb er den Riemenfisch Regalecus glesne. Er benannte ihn nach dem Fundort (1770) Glaesnaes in Norwegen.
1753 veröffentlichte er einen Aufsatz über das Eisenerzvorkommen in Taberg in Schweden, der auch ins Englische übersetzt 1755/56 in den Philosophical Transactions der Royal Society erschien.
1755 wurde er Fellow der Royal Society.

## Ehrungen
Nach ihm ist die Pflanzengattung Ascania Crantz 1766 aus der Familie der Raublattgewächse (Boraginaceae) benannt worden.

## Schriften
- Icones rerum naturalium, 5 Bände, Kopenhagen 1767 bis 1777 (der fünfte Band erschien nach seinem Tod 1806 herausgegeben von Jens Rathke),  Band 1, Digitalisat, Göttingen